# Società per le Gestioni e Partecipazioni Industriali
GEPI, acronimo di Società per le Gestioni e Partecipazioni Industriali, è stata una finanziaria pubblica costituita per il salvataggio, la ristrutturazione e la successiva vendita delle aziende private in difficoltà.

## La nascita
Gepi nasce nel 1971, a seguito della legge 184, che prevedeva la nascita di una società per concorrere al mantenimento ed all'accrescimento dei livelli di occupazione compromessi da difficoltà transitorie di imprese industriali mediante interventi, sulla base di piani di
riassetto o riconversione, atti a comprovare la concreta possibilità del risanamento delle imprese stesse. Si creò quindi questo strumento per evitare di disperdere gli interventi dello Stato in mille rivoli, concentrandoli quindi all'interno di un nuovo soggetto, GEPI, che inoltre era dotato delle apposite capacità imprenditoriali per guidare le società in difficoltà.
Quindi, il compito istituzionale della GEPI doveva essere quello di entrare nel capitale di aziende private in crisi (specie piccole e medie) e di agevolarne la ristrutturazione, per poi uscirne; nelle intenzioni doveva trattarsi di interventi esclusivamente temporanei, anche se in effetti in molti casi la GEPI si trovò gestire aziende in crisi irreversibile e difficilmente risanabili. 
Per questo motivo nel linguaggio giornalistico la GEPI fu descritta come "lazzaretto", "reparto di rianimazione", "ambulatorio", "rottamaio di aziende".

## Le attività
Con una dotazione di 60 miliardi di lire, il capitale era posseduto per il 50% dall'IMI e per l'altra metà suddiviso in parti uguali tra IRI, Eni ed EFIM.
In una interessante analisi di Richard M. Locke, contenuta nel suo libro Remaking the Italian Economy (Cornell University Press, 1995), si afferma che tra il 1971 ed il 1978 sono state rilevate e risollevate con successo 176 aziende in crisi. Tuttavia, anche in quegli anni si registrarono alcune situazioni che non furono risolte, come ad esempio quella delle industrie italiane operanti nel settore dell'elettronica di consumo: GEPI provò a intervenire attraverso la società Seimart (Società Esercizio Industriale Manifatturiere Radio e Tv) che assunse il controllo di Magnadyne, Europhon, LESA, senza però riuscire nel suo intento, forse a causa della ridotta dimensione delle aziende del comparto, che pregiudicava competitività e qualità dei prodotti se confrontati ai colossi del mercato, comunque già saturo.
Fu solo a partire dal 1977 che, sotto le pressioni politiche e sindacali, la sua attività degenerò nell'assistenzialismo, inizialmente obbligandola ad effettuare operazioni solamente nel Sud Italia (Legge 675/77). Dal 1980, infatti, sempre allo scopo di tamponare crisi occupazionali, alla GEPI fu affidato il compito di prendersi in carico i dipendenti che le grandi imprese private (FIAT, Montedison, SNIA, SIR, Marzotto ed altre) avevano messo in cassa integrazione. Infatti, tra il 1980 ed il 1988 la GEPI assorbì circa 25.000 dipendenti, la maggior parte dei quali furono assegnati ad aziende 
controllate da GEPI ed appositamente costituite e mantenuti in Cassa Integrazione per molti anni.
Solo tra il 1971 ed il 1992 si calcola che furono erogati a GEPI 4.000 miliardi di lire, perché venissero gestiti 108.000 lavoratori, suddivisi in 347 aziende, di cui 241 cedute ai privati, con i relativi 41.000 dipendenti.
Nel 1993 la GEPI passò sotto il diretto controllo del Ministero del Tesoro; i lavoratori in Cassa Integrazione furono progressivamente assegnati a "lavori socialmente utili" in carico agli enti locali od inseriti nelle liste di mobilità. La GEPI smise di intervenire nelle crisi aziendali, per trasformarsi in una finanziaria di sostegno alle nuove iniziative imprenditoriali.
Nel 1997 mutò nome in Italia Investimenti S.p.A. (Itainvest) - da cui si staccò il ramo d'azienda che si occupava di politiche attive del lavoro e che divenne Italia Lavoro S.pA. - e venne poi fusa nella neocostituita agenzia Sviluppo Italia.

## Aziende celebri
Gli interventi della GEPI spaziarono in tutti i settori, con particolare presenza nel settore tessile e nel Sud, per scongiurare gravi crisi occupazionali; tra le aziende più note nel cui capitale entrò la GEPI vi furono le case automobilistiche Maserati e Innocenti, gestite da Alejandro De Tomaso, in cui la GEPI fu presente dal 1975 al 1990. Solamente per la Innocenti, nel decennio tra il 1976 e il 1986, la GEPI erogò contributi per 185 miliardi di lire.